# 礫川全次
礫川 全次（こいしかわ ぜんじ、1949年（昭和24年）- ）は、日本のノンフィクションライター、在野史家、歴史民俗学研究会代表。地図の思想史研究会、世間話研究会会員。
民俗学の見地からサンカ・犯罪史・いじめ・女装などに関する著作を出版している。尾佐竹猛・菊池山哉・金城朝永・小泉輝三朗・村岡素一郎等の書籍の復刻もおこなっている。

## 来歴
東京都に生まれる。1972年、東京教育大学文学部を卒業した。
歴史民俗学研究会代表を務める。

## 著作
ほとんどの著作は批評社から出版されたものである。

### 単著
- 『サンカと説教強盗　闇と漂泊の民俗史』批評社、1992年。増補版、1994
  - 『サンカと説教強盗　闇と漂泊の民俗史』〈河出文庫〉2010年。ISBN 978-4-309-41036-4。 - 並列シリーズ名：kawade bunko。
- 『戦後ニッポン犯罪史』批評社、1995年。ISBN 4-8265-0190-0。
  - 『戦後ニッポン犯罪史』批評社、2000年。ISBN 4-8265-0303-2。
- 『大津事件と明治天皇　封印された十七日間』批評社、1998年。ISBN 4-8265-0257-5。
- 『サンカ学入門』批評社〈サンカ学叢書 第1巻〉、2003年。ISBN 4-8265-0379-2。 - 文献あり。
- 『土俗とイデオロギー』批評社〈歴史民俗学資料叢書 解説編 1〉、2004年。ISBN 4-8265-0411-X。 - 文献あり。
- 『民俗とナショナリティ』批評社〈歴史民俗学資料叢書 解説編 2〉、2004年。ISBN 4-8265-0412-8。 - 文献あり。
- 『サンカと三角寛　消えた漂泊民をめぐる謎』〈平凡社新書〉2005年。ISBN 4-582-85294-7。 - 年譜あり。
- 『異端の民俗学　差別と境界をめぐって』河出書房新社、2006年。ISBN 4-309-22451-2。
- 『知られざる福沢諭吉　下級武士から成り上がった男』〈平凡社新書〉2006年。ISBN 4-582-85348-X。 - 年譜あり。
- 『アウトローの近代史　博徒・ヤクザ・暴力団』〈平凡社新書 405〉2008年。ISBN 978-4-582-85405-3。 - 文献あり。
- 『身体とアイデンティティ』批評社〈歴史民俗学資料叢書 解説編 3〉、2008年。ISBN 978-4-8265-0494-2。 - 文献あり。
- 『攘夷と憂国　近代化のネジレと捏造された維新史』批評社、2010年。ISBN 978-4-8265-0519-2。 - 文献あり索引あり。
- 『隠語の民俗学　差別とアイデンティティ』河出書房新社、2011年。ISBN 978-4-309-22554-8。
- 『日本保守思想のアポリア』批評社〈PP選書〉、2013年。ISBN 978-4-8265-0582-6。 - 文献あり。
- 『日本人はいつから働きすぎになったのか 〈勤勉〉の誕生』平凡社〈平凡社新書〉、2014年。ISBN 978-4582857443。
- 『独学の冒険 浪費する情報から知の発見へ』批評社、2015年。ISBN 978-4826506311。
- 『雑学の冒険 国会図書館にない100冊の本』批評社、2016年。ISBN 978-4826506441。
- 『「ナチス憲法」一問一答 ワイマール憲法の崩壊と日本国憲法のゆくえ』同時代社、2017年。ISBN 978-4886838100。
- 『独学で歴史家になる方法』日本実業出版社、2018年。ISBN 978-4534056474。
- 『日本人は本当に無宗教なのか』平凡社〈平凡社新書〉、2019年。ISBN 978-4582859249。
- 『独学文章術 名文をまねて上達する』日本実業出版社、2020年。ISBN 978-4534057945。

### 共著
- 畠山篤、田村勇共著『犯罪の民俗学　明治・大正・昭和犯罪史から』批評社、1993年。ISBN 4-8265-0160-9。
- 下川耿史共著『女装の民俗学』批評社、1994年。ISBN 4-8265-0166-8。
- 『犯罪の民俗学』 2巻、批評社、1996年。ISBN 4-8265-0200-1。
- 備仲臣道共著『攘夷と皇国　幕末維新のネジレと明治国家の闇』批評社、2009年。ISBN 978-4-8265-0503-1。 - 文献あり。
- 『宗教弾圧と国家の変容 オウム真理教事件の「罪と罰」』森達也共著 批評社 SERIES事件と犯罪を読む　2015

### 編著
- 村岡素一郎『史疑　幻の家康論』礫川編著、批評社、1994年。ISBN 4-8265-0171-4。 - 村岡 (1902)の複製に解説を加えたもの。
- 『いじめと民俗学』批評社、1994年。ISBN 4-8265-0179-X。 - 執筆：森川英子ほか。
- 編著『糞尿の民俗学』批評社〈歴史民俗学資料叢書 1〉、1996年。ISBN 4-8265-0216-8。
- 編著『人喰いの民俗学』批評社〈歴史民俗学資料叢書 2〉、1997年。ISBN 4-8265-0224-9。
- 編著『浮浪と乞食の民俗学』批評社〈歴史民俗学資料叢書 3〉、1997年。ISBN 4-8265-0233-8。
- 編著『刺青の民俗学』批評社〈歴史民俗学資料叢書 4〉、1997年。ISBN 4-8265-0246-X。
- 編著『生贄と人柱の民俗学』批評社〈歴史民俗学資料叢書 5〉、1998年。ISBN 4-8265-0252-4。
- 『厠と排泄の民俗学』批評社〈歴史民俗学資料叢書 第2期 第1巻〉、2003年。ISBN 4-8265-0371-7。
- 『犯罪と猟奇の民俗学』批評社〈歴史民俗学資料叢書 第2期 第2巻〉、2003年。ISBN 4-8265-0375-X。
- 『男色の民俗学』批評社〈歴史民俗学資料叢書 第2期 第3巻〉、2003年。ISBN 4-8265-0383-0。
- 『無法と悪党の民俗学』批評社〈歴史民俗学資料叢書 第2期 第4巻〉、2004年。ISBN 4-8265-0393-8。
- 『左右の民俗学』批評社〈歴史民俗学資料叢書 第2期 第5巻〉、2004年。ISBN 4-8265-0406-3。
- 『ゲイの民俗学』批評社〈歴史民俗学資料叢書 第3期 第1巻〉、2006年。ISBN 4-8265-0435-7。
- 『病いと癒しの民俗学』批評社〈歴史民俗学資料叢書 第3期 第2巻〉、2006年。ISBN 4-8265-0447-0。
- 中山太郎『タブーに挑む民俗学　中山太郎土俗学エッセイ集成』河出書房新社、2007年。ISBN 978-4-309-22462-6。 - 年譜あり。
- 『性愛の民俗学』批評社〈歴史民俗学資料叢書 第3期 第3巻〉、2007年。ISBN 978-4-8265-0469-0。
- 『穢れと差別の民俗学』批評社〈歴史民俗学資料叢書 第3期 第4巻〉、2007年。ISBN 978-4-8265-0474-4。
- 喜田貞吉『先住民と差別　喜田貞吉歴史民俗学傑作選』河出書房新社、2008年。ISBN 978-4-309-22477-0。 - 年譜あり。
- 『ワザと身体の民俗学』批評社〈歴史民俗学資料叢書 第3期 第5巻〉、2008年。ISBN 978-4-8265-0481-2。
- 利田敏、堀場博共編著『サンカ学の過去・現在、そしてこれから』批評社〈サンカ学叢書 第5巻〉、2011年。ISBN 978-4-8265-0539-0。 - 付属資料（CD1枚12cm）：サンカ。
- 『在野学の冒険 知と経験の織りなす想像力の空間へ』編 批評社 2016

### 解説・解題・校訂
- 菊池山哉『先住民族と賤民族の研究』礫川全次 解説、批評社、1995年6月。ISBN 4-8265-0185-4。 - 菊池 (1927)の複製。
- 菊池山哉『蝦夷（えみし）とアイヌ』礫川全次 解説、批評社、1995年6月。ISBN 4-8265-0192-7。 - 菊池 & 1947-1952の複製。
- 金城朝永『異態習俗考』礫川全次 解説、批評社、1996年1月。ISBN 4-8265-0196-X。 - 金城 (1933)の複製。
- 小泉輝三朗『明治犯罪史正談　明治・大正・昭和犯罪史正談』礫川全次 解説、批評社、1997年3月。ISBN 4-8265-0226-5。 - 小泉 (1956a)の複製。
- 小泉輝三朗『大正犯罪史正談　明治・大正・昭和犯罪史正談』礫川全次 解説、批評社、1997年3月。ISBN 4-8265-0226-5。 - 小泉 (1955)の複製。
- 小泉輝三朗『昭和犯罪史正談　明治・大正・昭和犯罪史正談』礫川全次 解説、批評社、1997年3月。ISBN 4-8265-0226-5。 - 小泉 (1956b)の複製。
- 尾佐竹猛『明治秘史　疑獄難獄』礫川全次 解題、批評社、1998年12月。ISBN 4-8265-0266-4。 -尾佐竹 (1929)の複製。
- 尾佐竹猛『法窓秘聞』礫川全次 解題、批評社、1998年12月。ISBN 4-8265-0288-5。 - 尾佐竹 (1937)の複製。
- 尾佐竹猛『法曹珍話　閻魔帳』礫川全次 解題、批評社、1999年1月。ISBN 4-8265-0267-2。 - 無用学博士 (1926)の複製。
- 尾佐竹猛『下等百科辞典』礫川全次 校訂解題、批評社、1999年5月。ISBN 4-8265-0276-1。
- 尾佐竹猛『明治四年賤称廃止布告の研究』礫川全次 校訂・解題、批評社、1999年9月。ISBN 4-8265-0282-6。
- 小泉輝三朗『明治黎明期の犯罪と刑罰』礫川全次 校訂、批評社、2000年10月。ISBN 4-8265-0312-1。

### 現代語訳
- 村岡素一郎 原著『史疑　徳川家康事蹟　現代語訳』礫川全次 現代語訳、批評社、2000年4月。ISBN 4-8265-0301-6。

### 記事
ほとんどの記事は雑誌『歴史民俗学』に掲載されたものである。
- 「人肉再論」『歴史民俗学』、批評社、1995年4月、23-37頁。
- 「犯罪の記号論」『歴史民俗学』、批評社、1995年4月、82-93頁。
- 「井口乗海論」『歴史民俗学』、批評社、1995年9月、119-138頁。
- 「喜田貞吉と"賤民の歴史民俗学"――ニッポン民俗学外史その一」『歴史民俗学』、批評社、1996年2月、32-46頁。
- 「喜田貞吉と特殊部落研究号――ニッポン民俗学外史その二」『歴史民俗学』、批評社、1996年6月、46-73頁。
- 満州事情案内所「「住居」（『満洲国の習俗』より）」『歴史民俗学』、批評社、1996年6月、257-267頁。
- 「熊野とダイヤモンド――八十歳の反骨ジャーナリスト」『歴史民俗学』、批評社、1996年9月、298-306頁。
- 「福沢諭吉と下級武士のエートス――ニッポン民俗学外史その三」『歴史民俗学』、批評社、1996年9月、68-87頁。
- 「福沢諭吉の異色作『かたわ娘』――ニッポン民俗学外史4」『歴史民俗学』、批評社、1997年2月、76-90頁。
- 木村亨「抵抗こそが人生だ――木村亨自伝〈聞き手 礫川全次〉」『歴史民俗学』、批評社、1997年2月、386-396頁。
- 「異色の在野史家・八切止夫――ニッポン民俗学外史（5）」『歴史民俗学』、批評社、1997年6月、54-71頁。
- 木村亨「抵抗こそが人生だ（2）――木村亨自伝〈聞き手 礫川全次〉」『歴史民俗学』、批評社、1997年6月、324-343頁。
- 下村巳六、礫川全次「追悼 下村巳六さん――〈インタビュー記録〉カラスからオウムまで」『歴史民俗学』、批評社、1997年10月、356-381頁。
- 「福士幸次郎と『原日本考』――ニッポン民俗学外史（6）」『歴史民俗学』、批評社、1997年10月、118-129頁。
- 木村亨「抵抗こそが人生だ（3）――木村亨自伝〈聞き手 礫川全次〉」『歴史民俗学』、批評社、1997年10月、284-307頁。
- 「宍戸儀一と古代鉄文化の研究――ニッポン民俗学外史（7）」『歴史民俗学』、批評社、1998年2月、104-118頁。
- 木村亨「抵抗こそが人生だ（4）――木村亨自伝〈聞き手 礫川全次〉」『歴史民俗学』、批評社、1998年2月、295-306頁。
- 「基調講演 歴史の死角と民俗学の盲点――人柱をめぐって」『歴史民俗学』、批評社、1998年7月、16-33頁。
- 「大会を振り返って」『歴史民俗学』、批評社、1998年7月、6-12頁。
- 佐伯修、礫川全次「対談 サンカ学の現在――サンカ学の現状と課題をめぐって」『歴史民俗学』、批評社、1998年10月、6-41頁。
- 「穂積陳重の食人俗研究――ニッポン民俗学外史（8）」『歴史民俗学』、批評社、1998年10月、162-169頁。
- 木村亨「抵抗こそが人生だ（5）――木村亨自伝」『歴史民俗学』、批評社、1998年10月、202-213頁。
- 渡部富哉、礫川全次「［特集］ゾルゲ事件の真相――伊藤律はスパイだったのか?」『歴史民俗学』、批評社、1999年2月、5-32頁。
- 「犯罪民俗学の先駆者・尾佐竹猛――ニッポン民俗学外史（9）」『歴史民俗学』、批評社、1999年2月、46-55頁。
- 渡部富哉、礫川全次「ゾルゲ事件と野坂参三――ゾルゲ事件の真相 その2」『歴史民俗学』、批評社、1999年7月、6-41頁。
- 木村亨「抵抗こそが人生だ（6）――木村亨自伝」『歴史民俗学』、批評社、1999年2月、182-191頁。
- 「柳田国男と尾佐竹猛の接点――ニッポン民俗学外史（10）」『歴史民俗学』、批評社、1999年7月、172-183頁。
- 「桃と入墨――犯罪者はなぜ桃の絵柄を好むのか」『歴史民俗学』、批評社、2000年3月、6-35頁。
- 「浮浪者とホームレス――戦後浮浪者の生業を見る」『歴史民俗学』、批評社、2000年7月、102-113頁。
- 宮崎学、礫川全次「グリコ・森永事件――その深層と〈病理〉を語る」『歴史民俗学』第18号、批評社、2000年10月、4-30頁。
- 菊池比古一、礫川全次「父、山哉を語る――『東国の歴史と史跡』の覆刊に際して」『歴史民俗学』第18号、批評社、2000年10月、113-118頁。
- 「説教強盗と三角寛」『彷書月刊』第17巻(第3号) (通号 186)、弘隆社、2001年2月。
- 「インターネット・"サンカ"案内――ホームページに見るサンカ論」『歴史民俗学』(第20号) (別冊)、批評社、2001年、197-177頁。
- 「サンカに関する文献110――リスト&解題」『歴史民俗学』(第20号) (別冊)、批評社、2001年、145-154頁。
- 飯尾恭之、礫川全次「サンカフォークロアの新たな視点をめぐって――三角寛ワールドを学問する インタビュー・「尾張サンカの研究」著者飯尾恭之」『歴史民俗学』第20号、批評社、6-31頁。
- 「八切止夫のサンカ五部作を読む」『歴史民俗学』(第20号) (別冊)、批評社、2001年、64-79頁。
- 「入門・八切史観」『歴史民俗学』第21号、批評社、2002年、4-17頁。
- 中川道弘、礫川全次「八切止夫雑感――古書店主から見た八切止夫」『歴史民俗学』第21号、批評社、2002年、92-97頁。
- 「八切の徳川家康替玉説を読む」『歴史民俗学』第21号、批評社、2002年、98-110頁。
- 「沖浦サンカ論を読む」『歴史民俗学』第22号、批評社、2003年、73-87頁。
- 「隠語のしおり（1）」『歴史民俗学』第23号、批評社、2004年、194-201頁。
- 「河童の歴史民俗学――没落した河伯」『歴史民俗学』第23号、批評社、2004年、72-79頁。
- 「死語にみる昭和30年代」『歴史民俗学』第24号、批評社、2005年、174-185頁。
- 「菊池山哉が捉えた陰陽師」『歴史民俗学』第25号、批評社、2006年、171-174頁。
- 「南方熊楠の魅力について」『ユリイカ』第40巻(第1号) (通号 546)、青土社、2008年1月、190-196頁、ISSN 1342-5641。

## 関連文献
- 尾佐竹猛『明治秘史　疑獄難獄』一元社、1929年。NDLJP:1269522。
- 尾佐竹猛『法窓秘聞』育生社、1937年。NDLJP:1268409。
- 菊池山哉『先住民族と賤民族の研究』温故書屋、1927年。NDLJP:1465659。
- 菊池山哉『蝦夷とアイヌ　蝦夷とアイヌ編年史』東京史談会、1947-1952。
- 金城朝永『異態習俗考』六文館、1933年1月1日。NDLJP:1442135。
- 小泉輝三朗『明治犯罪史正談』大学書房、1956年。NDLJP:3036004。
- 小泉輝三朗『大正犯罪史正談』大学書房、1955年。NDLJP:3001216。
- 小泉輝三朗『昭和犯罪史正談』大学書房、1956年。NDLJP:3001215。
- 無用学博士『法曹珍話　閻魔帳』春陽堂、1926年6月。NDLJP:981772。
- 村岡素一郎『史疑　徳川家康事跡』民友社、1902年4月18日。NDLJP:992561。